# Glyphis siamensis
El tiburón fluvial birmano o tiburón del río Irrawaddy (Glyphis siamensis) es una especie de pez cartilaginoso, de la familia Carcharhinidae, conocido a partir de un solo espécimen de museo, el cual fue capturado en la desembocadura del río Irrawaddy en Birmania. Es un animal de color gris, con un cuerpo grueso, hocico corto y redondeado, ojos pequeños, y la aleta dorsal ancha; esta especie es difícil de distinguir de los demás miembros de su género sin examen anatómico. Prácticamente nada se sabe de su historia natural, se cree que su reproducción es vivípara. La Unión Internacional para la Conservación de la Naturaleza (UICN) ha clasificado esta especie como en peligro crítico, ya que su población ha disminuido a raíz de la pesca intensiva y la degradación del hábitat.

## Taxonomía
El único ejemplar de tiburón fluvial birmano, se encontró en el siglo XIX y se describió como Carcharias siamensis por parte del ictiólogo Franz Steindachner, en Annalen des Naturhistorischen Museums en Wien  (volumen 11, 1896). Sin embargo, los autores posteriores dudaron de la validez de esta especie, considerándolo como un tiburón toro anormal (Carcharhinus leucas), hasta que en 2005 Leonard Compagno lo reconoció como un miembro distinto dentro del género Glyphis.

## Distribución y hábitat
El tiburón fluvial birmano, se ubica en el delta del río Irrawaddy cerca de Rangún, Birmania, habitando aparentemente en agua salobre en un área muy cargada de sedimentos limitada por manglares.

## Descripción
El único ejemplar conocido es un macho inmaduro de 60 cm de largo, lo que sugiere un tamaño en los adultos oscilaba entre 1 y 3 metros. Al igual que los otros tiburones de río, su cuerpo es robusto con la zona dorsal elevada, que desciende hasta un hocico fuertemente redondeado más corto que el ancho de la boca. Los ojos y fosas nasales son pequeños con un espacio amplio entre sí. La boca contiene 29 hileras de dientes en la mandíbula superior e inferior, y tiene surcos cortos en las esquinas. Los dientes superiores son anchos, tiene forma triangular y orientación vertical, con márgenes aserrados, mientras que los dientes inferiores en la parte delantera tienen un borde aserrado más fino, con un par de cúspides pequeñas en la base.
La primera aleta dorsal es ancha y triangular, originándose sobre la base de la aleta pectoral posterior con la punta trasera terminando justo al inicio de la aleta pélvica. La segunda aleta dorsal tiene la mitad de altura que la primera, sin una cresta entre las dos aletas. El margen posterior de la aleta anal tiene una muesca profunda. La coloración es marrón grisácea en la parte dorsal y blanca por debajo con manchas notorias en las aletas. Esta especie se asemeja más al tiburón del Ganges, pero tiene más vértebras (209 contra 169) y menos dientes (29/29 contra 32–37/31–34).

## Biología y ecología
Los pequeños dientes del tiburón fluvial birmano indican que se alimenta principalmente de peces, mientras que sus ojos pequeños son coherentes con la turbidez del agua en la que caza. Su reproducción es probablemente vivípara, con las crías sostenidas por una conexión placentaria, como en los otros carcarrinidos.

## Interacción con humanos
La pesca artesanal intensiva, principalmente con redes, pero también por medio de arrastre y dispositivos eléctricos es practicada en el tramo del río Irrawaddy, donde fue encontrado el único ejemplar conocido de la especie. La degradación del hábitat es una amenaza aún peor para esta especie, incluyendo la contaminación del agua y la destrucción de los manglares para combustible, materiales de construcción y otros productos. La rara ocurrencia de la especie, junto con su área de distribución muy restringida, la sobrepesca y la pérdida de hábitat, ha llevado a la Unión Internacional para la Conservación de la Naturaleza (UICN) a considerarla como en peligro crítico. Pese a la pesca y estudios científicos en el área, no existe constancia de que se hayan encontrado más ejemplares de tiburones fluviales birmanos en los últimos 100 años desde el primer hallazgo.